# Francisco Martinez (sculpteur)
Pour les articles homonymes, voir Francisco Martínez et Martinez.
 (mai 2025).
Motif : Une fois retiré les fausses sources (simples commentaires), les sources qui ne sont pas sur le sujet de l'article... dispose-t-on de sources secondaires de qualité centrées sur le sujet démontrant une notoriété encyclopédique ?
- Archive Wikiwix
- Bing
- Cairn
- DuckDuckGo
- E. Universalis
- Gallica
- Google
- G. Books
- G. News
- G. Scholar
- Persée
- Qwant
- (zh) Baidu
- (ru) Yandex
- (wd) trouver des œuvres sur Wikidata

| 1. | Préciser le motif de la pose du bandeau. | Précisez le motif de la pose du bandeau en utilisant la syntaxe suivante : {{admissibilité à vérifier\|date=juillet 2025\|motif=remplacez ce texte par le motif}}                                   |
| 2. | Informer les utilisateurs concernés.     | Pensez à avertir le créateur de l'article, par exemple, en insérant le code ci-dessous sur sa page de discussion : {{subst:avertissement admissibilité à vérifier\|Francisco Martinez (sculpteur)}} |

 (mai 2025).
 (mai 2025).
La mise en forme du texte ne suit pas les recommandations de Wikipédia : il faut le « wikifier ».
Les points d'amélioration suivants sont les cas les plus fréquents :
- Les titres sont pré-formatés par le logiciel. Ils ne sont ni en capitales, ni en gras.
- Le texte ne doit pas être écrit en capitales (les noms de famille non plus), ni en gras, ni en italique, ni en « petit »…
- Le gras n'est utilisé que pour surligner le titre de l'article dans l'introduction, une seule fois.
- L'italique est rarement utilisé : mots en langue étrangère, titres d'œuvres, noms de bateaux, etc.
- Les citations ne sont pas en italique mais en corps de texte normal. Elles sont entourées par des guillemets français : « et ».
- Les listes à puces sont à éviter, des paragraphes rédigés étant largement préférés. Les tableaux sont à réserver à la présentation de données structurées (résultats, etc.).
- Les appels de note de bas de page (petits chiffres en exposant, introduits par l'outil «  Source ») sont à placer entre la fin de phrase et le point final[comme ça].
- Les liens internes (vers d'autres articles de Wikipédia) sont à choisir avec parcimonie. Créez des liens vers des articles approfondissant le sujet. Les termes génériques sans rapport avec le sujet sont à éviter, ainsi que les répétitions de liens vers un même terme.
- Les liens externes sont à placer uniquement dans une section « Liens externes », à la fin de l'article. Ces liens sont à choisir avec parcimonie suivant les règles définies. Si un lien sert de source à l'article, son insertion dans le texte est à faire par les notes de bas de page.
- La présentation des références doit suivre les conventions bibliographiques. Il est recommandé d'utiliser les modèles {{Ouvrage}}, {{Chapitre}}, {{Article}}, {{Lien web}} et/ou {{Bibliographie}}. Le mode d'édition visuel peut mettre en forme automatiquement les références.
- Insérer une infobox (cadre d'informations à droite) n'est pas obligatoire pour parachever la mise en page.

Pour une aide détaillée, merci de consulter Aide:Wikification.
Si vous pensez que ces points ont été résolus, vous pouvez retirer ce bandeau et améliorer la mise en forme d'un autre article.
Francisco Martinez, né le 6 mars 1902 en Algérie à Oran et mort le 26 juillet 1986 à Toulouse, est un sculpteur français. Il était connu pour ses bustes et ses sculptures animalières sur bois dur et en taille directe.

## Biographie
Francisco Martinez est né de parents espagnols, Francisco Martinez (1855-1915) journalier et Maria del Carmen Eduarda Guillén (1868-1910) sans profession. Il est le dernier d’une fratrie de cinq enfants. Après une brève expérience d’ébéniste, passionné de dessin, il suit les cours de Joanny-Félicien Sarrade (1889-1960), professeur à l’École municipale des Beaux-Arts d’Oran. Il choisit tout d’abord la peinture, puis il s’oriente vers la sculpture suivant l’exemple de Georges Hilbert (1900-1982) et Mateo Fernandez de Soto (1884-1949), deux sculpteurs animaliers qui travaillent la pierre dure et pratiquent la taille directe. Comme eux, Martinez transposera ses modèles dans les pierres difficiles à sculpter : noir de Belgique, onyx, granite. Il aime aussi les bois exotiques, comme les bois de fer.   
Diplômé de l’École municipale des Beaux-Arts d’Oran en 1926, il entame au début des années 1930 une carrière d’artiste que facilite la femme de lettres oranaise Angèle Maraval-Berthoin, égérie locale et présidente de l’Association Amicale des Artistes Africains qui récompensait les jeunes artistes. Le Salon des Artistes Français (Paris - Grand Palais) l'accueille au cours des années 1934, 1936 et 1938. Martinez crée jusque dans les années 1940 plusieurs bustes de personnalités oranaises ou d’anonymes et de nombreuses figures d’animaux communs, sauvages ou marins aux attitudes caractéristiques. Hormis quelques incursions minimes, les ambiances folkloriques du pays natal ne l'ont pas inspiré. Les principales galeries d'art oranaises exposent ses œuvres. Jean Sénac, érudit littéraire et artistique, lui accorde un tempérament d’animalier et une grande maîtrise dans ses nus et ses bustes. Il continue d'exposer ses œuvres même hors d’Algérie lors des Expositions Artistiques de l’Afrique Française. Durant cette période, il jouit d’une position privilégiée sur la scène artistique oranaise. L’Oranais Mohamed Bencherab est le seul élève connu.   
Des œuvres de Francisco Martinez, à ce jour absentes des musées hexagonaux, sont exposées en Algérie, à Oran et Alger. La Chambre de Commerce et d’Industrie de la ville d’Oran lui commande, au milieu des années 1950, deux grandes statues allégoriques taillées dans la pierre à l’effigie du commerce et de l’industrie qui sont toujours en place dans le hall d'entrée du bâtiment.  Sur le territoire français, le Mémorial national des Français d’Algérie érigé au Cimetière Saint-Pierre d’Aix-en-Provence et la haute statue pour le Mémorial national aux combattants d’Outre-mer morts pour la France située sur l’esplanade  de l’Armée d’Afrique à Avignon sont toujours visibles.  
De son union en 1940 avec Marie-Élisabeth Larique (1902-1990), institutrice, naît l’année suivante son unique enfant, Françoise (1941-2004). À la suite de l'Indépendance de l'Algérie en 1962, il s'installe à Aix-en-Provence puis à Marseille. Il meurt à Toulouse de complications pulmonaires le 26 juillet 1986, à l’âge de 84 ans.   